# غلام رضا فتح آبادي
غلام رضا فتح آبادي ((بالفارسية: غلامرضا فتح‌آبادی)) هو مهاجم كرة قدم إيراني سابق لعب لإيران في كأس آسيا 1984. لعب أيضًا لصالح استقلال وبرسبوليس. ظهر في 12 مباراة دولية، سجل خلالها 5 أهداف.

## وصلات خارجية
- غلام رضا فتح آبادي على موقع ناشيونال فوتبول تيمز (الإنجليزية)